# Robert McNamara
Robert Strange McNamara (San Francisco, 9 de junio de 1916 - Washington D. C., 6 de julio de 2009) fue un ejecutivo de Ford y Secretario de Defensa estadounidense entre 1961 y 1968, durante el periodo de la guerra de Vietnam; cargo que abandonó para presidir el Banco Mundial hasta 1981. Fue responsable de instituir el análisis sistemático en las políticas públicas, que devino en la disciplina conocida como "policy analysis" ("análisis de políticas"). Falleció por causas naturales a los 93 años.

## Biografía
Hijo de Robert James McNamara, jefe de ventas de una empresa zapatera, y de Clara Nell Strange, fue boy scout; se licenció en 1937 por la Universidad de California en Berkeley, en letras (economía, con estudios menores en matemáticas y filosofía), fue elegido para el Phi Beta Kappa (una elitista asociación universitaria) y un galardón por excelencia atlética. Fue miembro del UC Berkeley Golden Bear Battalion, Army ROTC. En 1939, hizo un máster en la Harvard Graduate School of Business Administration. 
Tras conseguir su maestría en administración de negocios, trabajó un año en la contabilidad de Price Waterhouse en San Francisco. En agosto de 1940 regresó a Harvard para enseñar en su Business School y se convirtió en el profesor ayudante más joven y mejor pagado de su época. Como consecuencia de su implicación en un programa para enseñar los fundamentos analíticos aplicados a los negocios a los oficiales de la Fuerza Aérea estadounidense, entró en el ejército como capitán a principios de 1943, sirvió la mayor parte de la guerra en el AAF's Office of Statistical Control. Una de sus mayores responsabilidades fue el análisis de la eficiencia y eficacia de los bombarderos estadounidenses, en especial las del B-29 mandadas por el general Curtis LeMay en China y en las Islas Marianas. Abandonó el servicio activo en 1946 con el rango de teniente coronel y con una condecoración (la Legión al Mérito).

## Presidente de Ford Motor Company (1960)
Concluida la Segunda Guerra Mundial, McNamara empezó a trabajar para la Ford Motor Company a partir de 1946 en diferentes puestos ejecutivos. Está considerado uno de los máximos responsables de la expansión y éxito de la compañía en el periodo de posguerra. En 1960 se convirtió en el primer presidente de la Ford Motor Company que no pertenecía a la familia del fundador de la compañía, Henry Ford. A mediados de los años 1950, McNamara reciclaría una idea del industrial norteamericano Preston Tucker al presentar el equipamiento de seguridad SafeGuard, del cual entre otros elementos para mejorar la seguridad de los ocupantes del vehículo, se destacaba la implementación de cinturones de seguridad abdominales, siendo la línea 56 la primera línea de serie en llevar dicho equipamiento.

## Secretario de Defensa de Estados Unidos (1961-1968)
En 1961 el presidente electo John F. Kennedy ofreció el puesto de Secretario de Defensa a Robert Lovett, quien ya había ocupado el cargo durante la Administración Truman. Pero Lovett rechazó volver a dirigir el Pentágono y recomendó a Robert McNamara. McNamara, afiliado al Partido Republicano, había estado en la lista de Kennedy para convertirse en Secretario del Tesoro pero lo había rechazado. Aceptó en cambio convertirse en jefe del Pentágono.

### Crisis de los misiles de Cuba (1962)

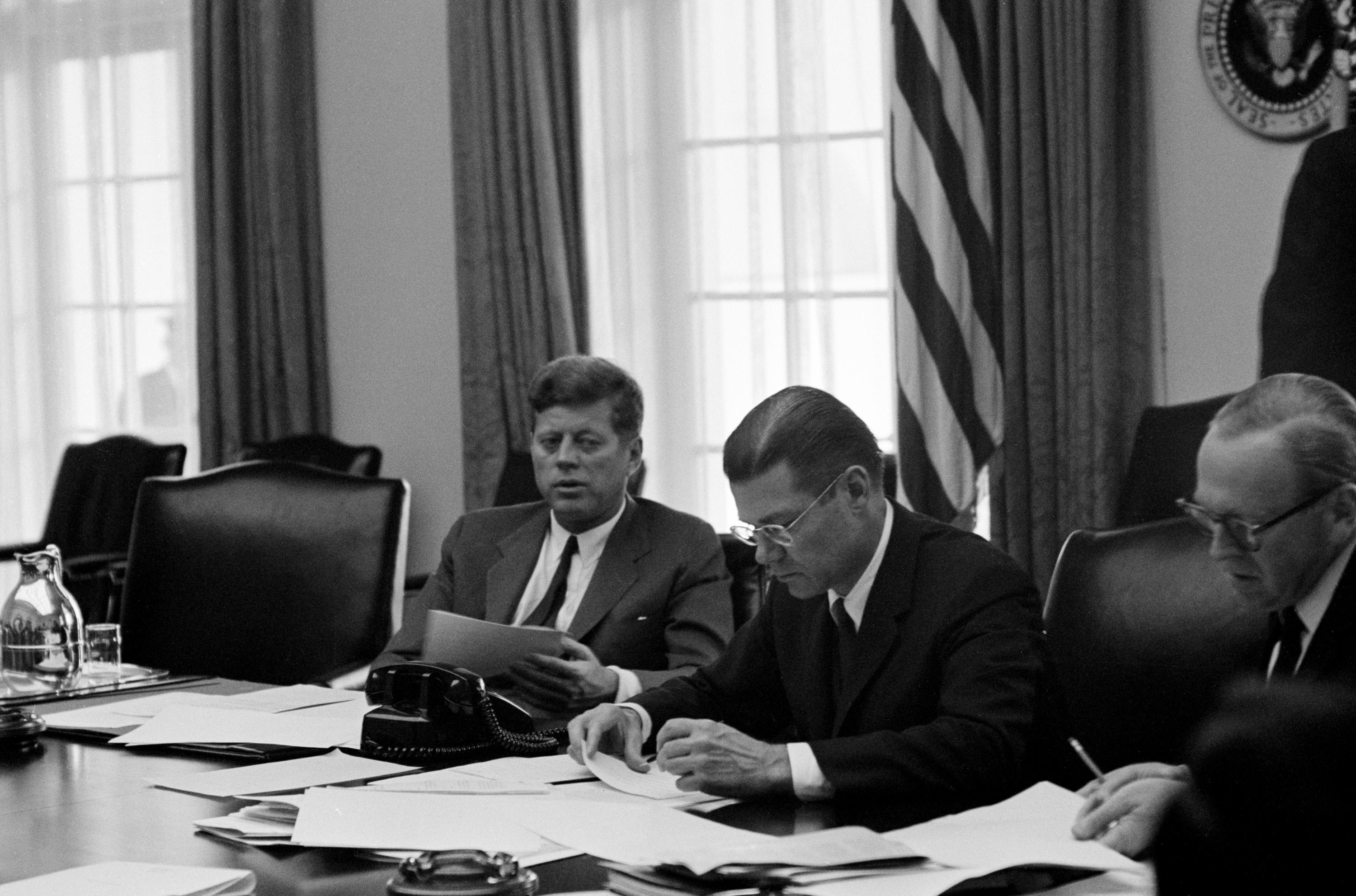
El presidente John F. Kennedy y el secretario de Defensa McNamara en una reunión del EXCOMM, 29 de octubre de 1962

Durante la Crisis de los misiles de Cuba en octubre de 1962, McNamara se desempeñó como miembro de EXCOMM y desempeñó un papel importante en el manejo y eventual desactivación de la Crisis de los Misiles en Cuba por parte del gobierno de John F. Kennedy. Fue un fuerte defensor de la opción del bloqueo sobre un ataque con misiles y ayudó a persuadir al Estado Mayor Conjunto para que aceptara la opción del bloqueo.

### Incidente del Golfo de Tonkín y Guerra de Vietnam (1964-1968)
El incidente del Golfo de Tonkín se produjo en 1964 cuando los destructores Turner Joy y el Maddox participaron en una operación de control del área del golfo de Tonkín, en la cual fueron atacadas cuatro lanchas torpederas norvietnamitas como represalia por un supuesto ataque previo de estas.
McNamara presentó en el Congreso las pruebas del ataque de un grupo de patrulleras norvietnamitas a buques norteamericanos que favoreció la denominada "Resolución del Golfo de Tonkín" por el que el Congreso aceptaba conceder al presidente plenos poderes para prescindir de limitaciones legales a la hora de implicar más al país en la guerra.
La historia demostró años después que el "incidente del golfo de Tonkin" fue en parte una invención que el presidente Lyndon Johnson aprovechó para lograr del Congreso, a través de McNamara, la "resolución del Golfo de Tonkín" que le daba carta blanca para realizar las acciones bélicas necesarias contra Vietnam del Norte, sin la supervisión del Congreso. Aunque las autoridades afirmaron después que el incidente había sido consecuencia del erróneo avistamiento por el radarista del Maddox de las lanchas torpederas norvietnamitas.
En noviembre de 1965, McNamara, que había sido partidario de la guerra de Vietnam, comenzó a tener dudas sobre la guerra y dijo en una conferencia de prensa que "será una guerra larga", lo que contradecía completamente sus declaraciones optimistas anteriores de que la guerra sería ser llevado a su fin pronto. Aunque fue uno de los principales arquitectos de la Guerra de Vietnam y anuló repetidamente al JCS en asuntos estratégicos, McNamara se volvió escéptico gradualmente acerca de si la guerra podría ganarse desplegando más tropas en Vietnam del Sur e intensificando el bombardeo de Vietnam del Norte, una afirmación que publicaría en un libro años después.
En una fiesta de Nochevieja a la que asistió la élite de Washington para dar la bienvenida a 1966, McNamara expresó dudas sobre la capacidad de Estados Unidos para ganar la guerra. Una semana después, en una cena a la que asistieron el economista John Kenneth Galbraith y el redactor de discursos de Johnson, Dick Goodwin, McNamara afirmó que la victoria era inalcanzable y que lo mejor que se podía lograr era una "retirada honorable" que podría salvar a Vietnam del Sur como un Estado independiente.
En octubre de 1966, lanzó el Proyecto 100 000, la relajación de los requisitos de aptitud para el test de cualificación para las fuerzas armadas, que permitió el reclutamiento de 354 000 soldados adicionales a pesar de las críticas de que no estaban preparados para trabajar en entornos peligrosos o de alto estrés.
En noviembre de 1966, McNamara visitó la Universidad de Harvard y el automóvil que lo conducía para ver a Henry Kissinger fue rodeado por manifestantes contra la guerra que obligaron al automóvil a detenerse. Tras un breve debate agrio con uno de los líderes de la manifestación huyó a Quincy House, de donde escapó a través de túneles subterráneos para ver a Kissinger. La confrontación con los estudiantes lo había sacudido, y pasó media hora antes de que estuviera listo para dirigirse a la clase de Kissinger.

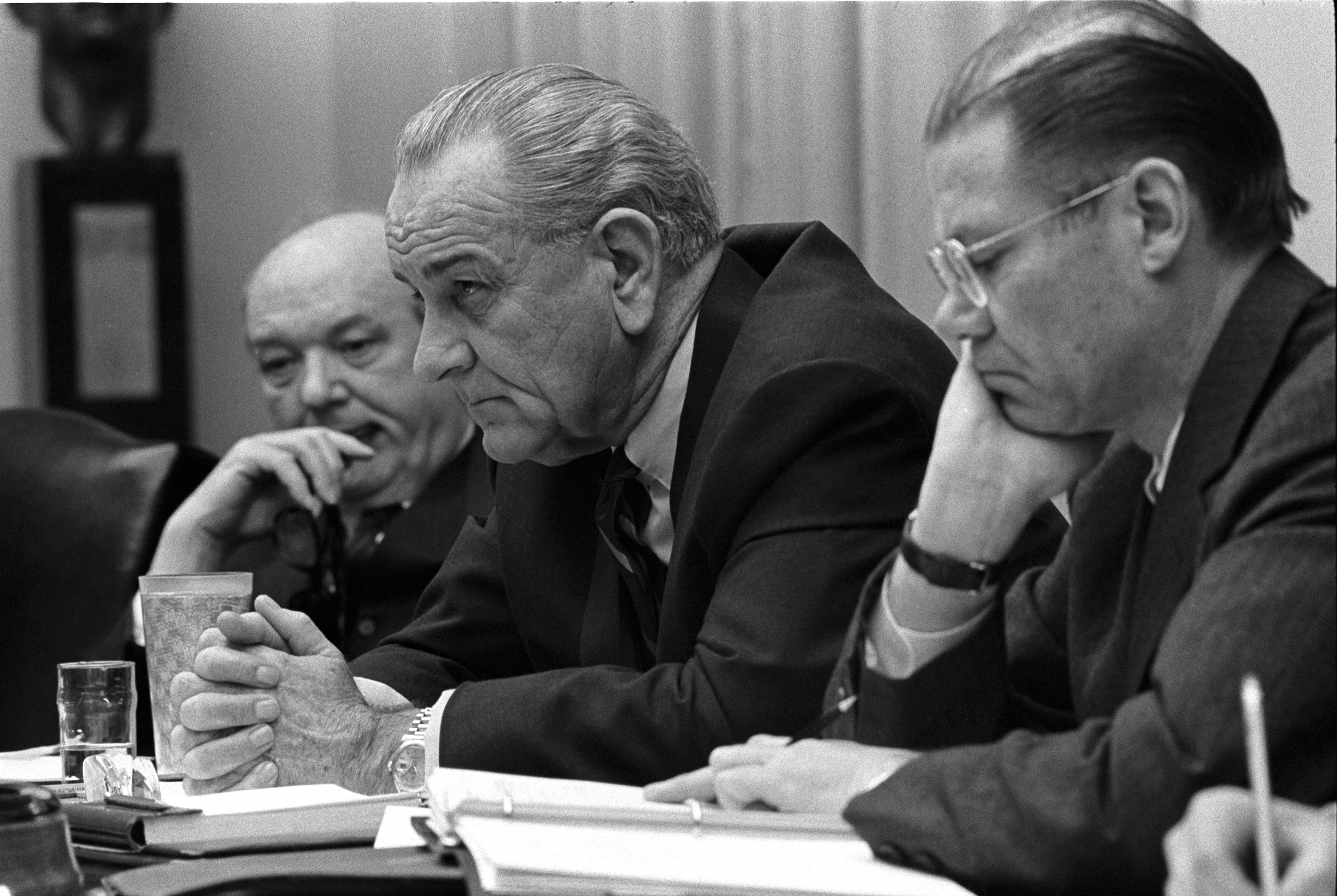
Reunión del gabinete con Dean Rusk, el presidente Lyndon B. Johnson y McNamara, 9 de febrero de 1968

En 1967, debido a sus diferencias con el presidente Lyndon B. Johnson y el Estado Mayor Conjunto sobre la estrategia de la guerra de Vietnam y el aumento de las tensiones y protestas por la guerra de Vietnam, McNamara sufría visiblemente de tensión nerviosa ya que pasaba días sin afeitarse y sufría espasmos en los que su mandíbula temblaba incontrolablemente durante horas. Johnson dijo sobre él: "Sabes, es un buen hombre, un hombre maravilloso, Bob McNamara. Lo ha dado todo, casi todo, y, sabes, simplemente no podemos permitirnos otro Forrestal" (una referencia al primer Secretario de Defensa, James Forrestal, quien se suicidó debido al estrés y la depresión relacionados con el trabajo).  
En 1971 se filtró al periódico The New York Times un informe de alto secreto por Daniel Ellsberg, ex ayudante del subsecretario de Defensa de McNamara, John McNaughton. El estudio filtrado se conoció como los Papeles del Pentágono, y revela que McNamara y otros altos cargos sabían que la ofensiva de Vietnam era inútil. Los esfuerzos posteriores del gobierno de Richard Nixon para evitar tales filtraciones condujeron indirectamente al escándalo de Watergate. En una entrevista, McNamara dijo que la teoría del dominó fue la principal razón para entrar en la Guerra de Vietnam. También afirmó: "Kennedy no había dicho antes de morir si, frente a la pérdida de Vietnam, se retiraría [completamente]; pero hoy creo que si hubiera enfrentado esa elección, se habría retirado".

## Presidente del Banco Mundial (1968-1981)

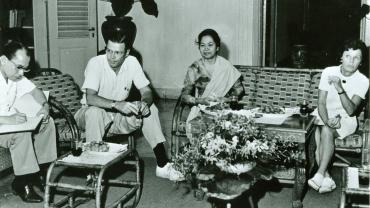
McNamara visitó Yakarta, Indonesia, durante su mandato como presidente del Banco Mundial en 1968.

McNamara se volvió cada vez más escéptico sobre la eficacia de enviar tropas estadounidenses a Vietnam del Sur. En febrero de 1968, renunció como secretario de defensa para convertirse en presidente del Banco Mundial. McNamara le dio forma al Banco Mundial como nadie antes, llegó con energía, presionando para que las cosas fueran realizadas. Trajo la firme creencia de que los problemas del "mundo en vías de desarrollo" podían resolverse. Lo que se necesitaba era un claro análisis de los problemas y determinación en la aplicación de las soluciones. Si esto sucedía, el éxito no tardaría en materializarse.
Sin embargo, Susan George observa la actuación de McNamara de forma crítica en su libro: "Los funcionarios bajo McNamara notaron rápido que tenía la ambición de "que el dinero saliera lo más rápido posible" del banco. Desde ese momento, el personal no sería más premiado por la calidad de los proyectos que el banco apoyaba financieramente sino por el mayor monto de los préstamos entregados a países del tercer Mundo. Estos gobiernos aprovecharon más que agradecidos estos préstamos y alegremente compraron objetos de lujo o fábricas "listas para ser usadas" que pronto quedaron desactualizadas o dejaron de funcionar".

## Filmografía
- The fog of war: Documental en el que el exsecretario de Defensa ofrece once lecciones que extrajo de su carrera.
- Aparece como secretario de Defensa de John F. Kennedy en Trece Días (2000), dirigida por Roger Donaldson y protagonizada por Kevin Costner y Bruce Greenwood. El actor Dylan Baker encarna a MacNamara en la cinta.
- Alec Baldwin lo interpreta como secretario de Defensa en Camino a la guerra (2002), dirigida por John Frankenheimer.
- Greenwood encarna a McNamara en The Post (2017), dirigida por Steven Spielberg.
- El secretario de defensa hace aparición en el juego Call of Duty: Black Ops en el nivel "Departamento de Defensa" como un NPC y el mapa de zombies "Five" como personaje jugable.